# Els venjadors (pel·lícula de 1998)
 Els venjadors  (títol original en anglès The Avengers) és una pel·lícula estatunidenca dirigida el 199] per Jeremiah S. Chechik, adaptació de la cèlebre sèrie de televisió homònima. Ha estat doblada al català.
Basada en la sèrie de televisió del mateix títol, emesa durant els anys seixanta en més d'un centenar de països. Les aventures de l'elegant agent secret John Steed i la seva companya Catherine Gale -una dona agressiva i independent embotida en ajustats vestits de cuir negre i experta en arts marcials- va ser un gran fracàs de crítica i públic.

## Argument
Els agents secrets britànics John Steed (Ralph Fiennes) i Emma Peel (Uma Thurman) tenen una nova missió: acabar amb els malèfics plans de Sir August de Wynter (Sean Connery), un antic membre del Ministeri que controla el clima. Per a això, comptaran amb l'ajuda de l'invisible Jones (Patrick Macnee).
En la seva psicodèlica i improbable croada Steed i Emma s'enfronten a un eixam d'abelles mecàniques, a un clon de Uma Thurman, descobriran un societat secreta els membres de la qual es vesteixen com a ossos de peluix i acaben en un parc d'atraccions que controla la meteorologia i amenaça amb provocar un devastador huracà sobre Londres.

## Repartiment
- Uma Thurman: Emma Peel
- Ralph Fiennes: John Steed
- Sean Connery: Sir August de Wynter
- Patrick Macnee: l'invisible Jones
- Jim Broadbent: mare
- Fiona Shaw: pare

## Estrena i rebuda
Warner Bros. es va negar a fer cap pre-estrena ni test d'audiència, la qual cosa era un mal senyal.
L'estrena del film va ser retardat del juny a l'agost, la qual cosa se sol fer pels que no poden competir en la lucrativa setmana d'inicis de l'estiu, els mals auguris es van complir i va ser un gran fracàs de taquilla que només va recaptar $48 milions a nivell global mentre que el seu cost va ser de $60 milions..
Warner Bros. va tenir la pèssima decisió de tallar el film de 115 a 87 minuts, arruïnant la coherència i continuïtat del guió. Escenes clau van ser eliminades per complet i en conseqüència el compositor Michael Kamen no va poder sincronitzar la banda sonora. El director Jeremiah Chechik, veient el desastre, es va oferir a reeditar la pel·lícula gratis, però no li van fer cas.
El film va ser unànimement estomacat per la crítica. Rotten Tomatoes li va donar només un 5 %. Metacritic li va donar un 12 sobre 100.

## Premis
| Premi                     | Categoria                   | Nominat             |
| ------------------------- | --------------------------- | ------------------- |
| Premis Razzie             | Pitjor Pel·lícula           | Jerry Weintraub     |
| Premis Razzie             | Pitjor Director             | Jeremiah S. Chechik |
| Premis Razzie             | Pitjor Guió                 | Don Macpherson      |
| Premis Razzie             | Pitjor Actor                | Ralph Fiennes       |
| Premis Razzie             | Pitjor Parella              | Ralph Fiennes       |
| Premis Razzie             | Uma Thurman                 |                     |
| Premis Razzie             | Pitjor Actriu               |                     |
| Premis Razzie             | Pitjor Secundari            | Sean Connery        |
| Premis Razzie             | Pitjor Cançó                | Storm               |
| Premis Razzie             | Pitjor Remake               | Jerry Weintraub     |
| Stinkers Bad Movie Awards | Pitjor Pel·lícula           | Jerry Weintraub     |
| Stinkers Bad Movie Awards | Pitjor Director             | Jeremiah S. Chechik |
| Stinkers Bad Movie Awards | Pitjor Actor                | Ralph Fiennes       |
| Stinkers Bad Movie Awards | Pitjor Parella              | Ralph Fiennes       |
| Stinkers Bad Movie Awards | Uma Thurman                 |                     |
| Stinkers Bad Movie Awards | Pitjor accent fingit        |                     |
| Stinkers Bad Movie Awards | Pitjor adaptació de Show TV | Jerry Weintraub     |

## Crítica
- "Vergonyosa translació cinematogràfica (...) Provoca l'avorriment"[9]
- "La seqüència en la qual Connery irromp en una reunió d'alts dignataris mundials és impressionant"[10]